# The Coster and His Donkey
The Coster and His Donkey è un cortometraggio muto del 1902 diretto da Percy Stow.

## Trama
L'asino di un venditore ambulante si rifiuta di attraversare una pozzanghera d'acqua.

## Produzione
Il film fu prodotto dalla Hepworth.

## Distribuzione
Distribuito dalla Hepworth, il film - un cortometraggio della lunghezza di 22,86 metri - uscì nelle sale cinematografiche britanniche nel giugno 1902. Nel febbraio 1903, venne distribuito anche negli Stati Uniti dall'Edison Manufacturing Company con il titolo Reversible Donkey Cart uscendo poi di nuovo, sempre sul mercato americano, rinominato The Coster and the Donkey e distribuito dalla Kleine Optical Company.
Si pensa che sia andato distrutto nel 1924 insieme a gran parte degli altri film della Hepworth. Il produttore, in gravissime difficoltà finanziarie, pensò in questo modo di poter almeno recuperare l'argento dal nitrato delle pellicole.